# Црвена армија
Црвена армија (рус. Красная армия) скраћено је име за Црвену армију радника и сељака (рус. Рабоче-крестьянская Красная армия), оружану снагу коју су створили бољшевици током Руског грађанског рата 1918. Ова организација је постала војска Совјетског Савеза након његовог оснивања 1922. Црвена боја у имену се односи на боју крви коју је пролила радничка класа у својој борби против капитализма. Иако је Црвена армија 1946. променила име у Совјетска армија (рус. Советская армия), људи са Запада су и даље користили термин Црвена армија и касније, на пример, током Хладног рата.

## Историја

### Рана историја
Совјет народних комесара је успоставио Црвену армију декретом 28. јануара 1918, заснивајући је на већ постојећој Црвеној гарди. Званичан Дан Црвене армије 23. фебруар 1918. означава дан првог масовног регрутовања у Црвену армију у Петрограду и Москви и прву борбену акцију против окупационе армије Немачког царства. Дан 23. фебруар постао је важан национални празник у Совјетском Савезу, касније слављен као Дан Совјетске армије и наставља да се слави и у данашњој Русији као Дан бранилаца домовине. Оснивачем Црвене армије обично се сматра Лав Троцки, народни комесар рата од 1918. до 1924.
На почетку свог постојања, Црвена армија је функционисала као добровољна формација, без чинова или ознака. Демократским изборима су бирани официри. Ипак, одлуком Петог Сверуског конгреса Совјета, донетом 10. јула 1918. уведена је обавезна војна служба за мушкарце од 18 до 40 година. Захваљујући овој одлуци број војника Црвене армије је до краја јесени 1918. нарастао на 800.000. Током 1919. која је била пресудна година грађанског рата број војника је достигао цифру од 3.000.000 да би при крају 1920. године нарастао на 5.000.000. Да би олакшали регрутовање, бољшевици су створили регионалне војне комесаријате, који и сада постоје у Русији под овим именом
Проблем недостатка школованог официрског кадра Троцки је решио тако што је допустио бившим официрима војске царске Русије да се придруже Црвеној армији. Након што је генерал Алексеј Брусилов понудио бољшевицима своје професионалне услуге 1920, велики број царских официра одлучио је да следи његов пример. Бољшевичке власти су формирале специјалну комисију на челу са Лавом Лезаровим и августа 1920. је регрутовано 315.000 бивших официра. Веома често су они држали позиције војних саветника. Штавише, велики број бивших војника Царске Русије се и раније придружио бољшевицима.
Бољшевичке власти су у сваку јединицу Црвене армије поставиле политичке комесаре, који су имали овлашћење да преиначе одлуке команданата јединица ако су се оне сукобљавале са принципима Комунистичке партије. Иако је ово понекад резултовало пометњом у командовању, партијско вођство је сматрало потребним политичку контролу над војском, док се Црвена армија све више и више ослањала на искусне официре из пререволуционарног, царистичког периода.

### Од грађанског рата до тридесетих година 20. века
Прва фаза Руског грађанског рата трајала је од револуције 1917. до примирја у новембру 1918. Прво је, пред крај новембра 1917. нова бољшевичка влада прогласила да територија која је традиционално припадала Козацима, прелази под управу државе. Ова одлука владе довела је до народног устанка у области око реке Дон, који је предводио генерал Каледин и до снажне подршке добровољачкој армији. Потписивање споразума у Брест-Литовску, такође је довело до директне интервенције сила Антанте у Русији и до наоружавања војних снага супротстављених бољшевичкој влади. Своје услуге у борби против бољшевика понудили су и многи немачки официри. Борбе у првој фази рата су углавном биле спорадичне и у њима су учествовале мање војне формације (укључујући и Чешку легију, пољску 5. стрељачку дивизију и пробољшевичке Црвене литванске пешаке) на бојишту које се стално мењало.
Друга, кључна фаза грађанског рата, трајала је од јануара до новембра 1919. Сукоби су започели успешним наступањем белогардејским армија са југа (под Дењикином), са истока (под Колчаком) и са северозапада (под Јуденичем), које су потисле Црвену армију на сва три правца. Међутим, Лав Троцки је извршио убрзану реформу Црвене армије и успео је да током јуна потисне Колчакове снаге, а да затим до краја октобра потисне и контрареволуционарне снаге под командом Дењикина и Јуденича. Борбена моћ белогардејских армија уништена је готово истовремено, до средине новембра и у јануару 1920. коњица под командом Буђонија је ушла у Ростов на Дону.
У периоду од 1919—1921 Црвена армија била је ангажована у Пољско-совјетском рату. У почетној фази рата Црвена армија продрла је у централну Пољску, али је 1920. претрпела катастрофални пораз у бици за Варшаву што је довело до окончања непријатељстава. Пораз последњих контрареволуционарних снага под командом Пјотра Врангела на југу означио је коначну победу комуниста након четири године жестоких борби и успостављање Совјетског Савеза 1922.
Касније, током двадесетих и тридесетих година 20. века, совјетски војни теоретичари су увели концепт дубоке операције. Ово је била директна последица искуства са широким покретима коњичких формација током грађанског рата и Пољско-совјетског рата. Дубоке операције су укључивале вишеструке истовремене маневре више формација величине корпуса или армије. Ово није требало да донесе победу у једној операцији, већ више операција спровођених паралелно или сукцесивно је требало да гарантују победу. У овоме се дубоке операције разликују од уобичајеног тумачења доктрине блицкрига. Циљ дубоких операција је био да се непријатељ нападне истовремено кроз дубину његових снага да би се изазвао слом његовог одбрамбеног система. Совјетска теорија дубоке операције је вођена технолошким напретком и надом да ће маневарски рат пружити прилике за брзу, ефикасну и одлучну победу. Истовремени развој авијације и оклопних јединица је обезбедио физички подстицај за ову еволуцију доктрине у Црвеној армији. Маршал Михаил Тухачевски је тврдио да ваздушна сила треба да се „искористи против мета изван домета пешадије, артиљерије и другог оружја. За максимални тактички ефекат авиони би требало да се користе у групама, сконцентрисаним у времену и простору, против мета од највишег тактичког значаја."
Дубоке операције су први пут званично изражене као концепт у „Пољским регулативама“ Црвене армије 1929, али армија их је коначно кодификовала у „Привременим пољским регулативама“ из 1936. Међутим, у Великој чистки од 1937—1939. уклоњени су многи водећи официри Црвене армије, укључујућиТухачевског, па је концепт напуштен, све Другог светског рата.

### Други светски рат

#### Пољска кампања
Дана 17. септембра 1939, војници Црвене армије су умарширали у западне белоруске и украјинске територије које је контролисала Пољска у међуратном периоду, користећи као званичан изговор долазак у помоћ Украјинцима и Белорусима које је угрожавала нацистичка Немачка, која је напала Пољску 1. септембра 1939. Совјетска инвазија је отворила други фронт за Пољаке и приморала их да напусте планове за одбрану у зони Румунског мостобрана, што је убрзало пораз Пољака. Совјетско и немачко напредовање се завршило приближно на Карсоновој линији.
Споразум Рибентроп-Молотов, који је садржао тајни протокол о ограничавању сфера интереса сваке стране, припремио је лаку поделу Пољске између Немачке и Совјетског Савеза. Дефинисана совјетска интересна сфера се поклапала са територијом која је касније заузета током кампање. Ова територија је постала део Украјинске и Белоруске Социјалистичке Републике.
Упркос чињеници да су водене препреке одвајале већину интересних сфера, совјетски и немачки војници су се срели у неколико случајева. Најпознатији овакав догађај се десио у Брест-Литовску 22. септембра 1939. Немачки 19. тенковски корпус под командом генерала Хајнца Гудеријана је заузео Брест-Литовск, који је лежао унутар совјетске интересне сфере. Када се совјетска 29. тенковска бригада генерал-пуковника Кривошива приближила Брест-Литовску, команданти су преговарали да се немачке трупе повуку и да совјетске трупе уђу у град салутирајући једни другима.
Према књизи „Совјетске жртве и губици у борби у 20. веку“, коју је написао генерал-пуковник Кривошив, снаге Црвене армије у Пољској су бројале 466.516 војника. Црвена армија је наилазила на слаб отпор, највише због заузетости главнине пољских снага које су се бориле са Немцима на западној граници, делом због званичног наређења пољске Врховне команде да се не улази у сукоб са совјетским војницима, а делом зато што су многи становници Пољске у области Креси — углавном Украјинци и Белоруси — видели совјетске војнике као ослободиоце, те су их дочекивали са цвећем, хлебом и сољу. И поред свега тога, Црвена армија је претрпела губитке од 737 мртвих и несталих и 1.859 рањених. Губици противничких пољских трупа остају непознати. Црвена армија је известила да је разоружала 452.536 људи, али ова бројка вероватно укључује и велики број оних који нису регистровани као регуларни војници пољске армије. Пољски подаци дају број од приближно 242.000 заробљеника које је узела Црвена армија.

#### Зимски рат
Стаљин и совјетска Врховна команда су ушле у овај рат са пуно ароганције и вере у победу. Ипак, Стаљин је у чисткама уклонио многе искусне кадрове, а на њихова места дошли су лојалнији, али мање способни људи. Многи совјетски војници су погинули јер њихови команданти просто нису хтели или им није било дозвољено да се повуку. Финци су користили герилску тактику, нападајући кухиње и совјетске војнике који су били око логорских ватри.
Совјети нису успели да искористе изразиту надмоћност на почетку рата. Финска је скупила 130.000 људи и 500 топова, док су Совјети напали са 200.000 људи и 900 топова. Совјети су такође скупили и 1.000 тенкова, али су они слабо коришћени и трпели су велике губитке. Возила су била у погону 24 часа дневно да се њихово гориво не би смрзло, али је опет било извештаја о кваровима на моторима и недостатку горива. Једна од најпознатијих битака у овом рату и један од до тада најтежих пораза Црвене армије била је битка за Суомусалми. У овој бици значајно слабије јединице Финске војске уништиле су 163. стрељачку дивизију Црвене армије. Укупни губици Финаца износили су 350 мртвих, 600 рањених и 70 несталих војника док губици у људству Црвене армије нису били прецизно утврђени али је према финским изворима у овој бици погинуло око 5.000 руских војника. Финци су заробили 26 тенкова, 40 топова, 181 камион, 350 коња и велику количину муниције и граната. Одмах након ове уследила је и битка на путу Рате-Суомисалми у којој је у потпуности уништена 44. моторизована дивизија Црвене армије.
Фински проблеми у недостатку опреме су такође вредни помена. На почетку рата, само војници који су прошли војну обуку имали су униформе и оружје. Остатак је морао да носи своју одећу која је личила на униформе финске војске уз додатак ознака. Финци су надокнађивали свој недостатак кроз одузимање опреме, оружја и муниције од непријатеља.
Велики број војника Црвене армије који су се борили у Зимском рату доведено је из јужних региона Совјетског Савеза нпр. 44. моторизована дивизија која је у потпуности уништена у бици на Рате путу била је формирана од регрута из Украјине. Стаљин је сматрао да се руским трупама из подручја одмах уз границу са Финском не би могло веровати у борби против Финаца са којима су могли бити у блиским односима или делити исту историју. Међутим, изгубио је из вида да војници Црвене армије из јужних региона апсолутно нису имали искуства у условима арктичке зиме те године и преживљавањем у шуми.
У ваздушном рату током Зимског рата, Финска ратна авијација је развила летачку ловачку формацију „четири прста" која не само да је била супериорнија од совјетске тактике „три ловца у делта формацији“, већ ју је касније усвојио сваки важнији пилот у Другом светском рату и још увек је у употреби. Одлична тактика и храброст финских пилота који су били бројчано вишеструко надјачани онемогућили су ефикасно дејство ратне авијације Совјетског Савеза током трајања сукоба.
Совјетски губици у Зимском рату износили су 48.744 мртвих и 158.863 рањених. Финци су изгубили око 32.839 мртвих и несталих и 43.557 рањених.

#### Велики отаџбински рат, 1941—1945.
У јесен 1940. Нацистичка Немачка и њени савезници су већ потпуно доминирали европским континентом. Само су Уједињено Краљевство (на западу) и Совјетски Савез (на истоку) могли да се супротставе нацистичкој моћи. Велика Британија и Немачка нису имале заједничку границу на копну, али је ратно стање постојало између њих; Немци су имали дугачку копнену границу са Совјетским Савезом, али је СССР остао неутралан, у складу са споразумом о ненападању и бројним трговачким споразумима.
За Хитлера није никада постојала дилема око ове ситуације. „Продор на исток“ је само био питање дана. Ово је кулминирало 18. децембра 1940. издавањем „Директиве 21 — Случај Барбароса“, који је отворено говорио да „немачке копнене снаге морају бити спремне да сломе совјетску Русију у брзој кампањи пре краја рата са Енглеском“. Чак и пре издавања ове директиве, немачки генералштаб је развио детаљан план за кампању против Совјетског Савеза, предвиђену за мај 1941, али су догађаји у Грчкој и Југославији захтевали њено одлагање до друге половине јуна.
У време нацистичког напада на СССР у јуну 1941, Црвена армија је на својим западним границама имала око 170 дивизија са укупно око 2,7 милиона војника. Њихови противници су на Источном фронту имали 190 дивизија, 153 немачке и 37 дивизија сателитских земаља са укупно око 5,5 милиона војника. У првим недељама рата је виђено уништење готово целокупног совјетског ваздухопловства на земљи, као и важније опреме, тенкова, артиљерије и већи порази док су немачке снаге затварале стотине хиљада војника Црвене армије у тзв. џепове и у њима их заробљавале или уништавале.
Совјетске снаге су претрпеле тешке губитке на почетку операције Барбароса због слабе припремљености, која је била последица невољне и закаснеле одлуке совјетске владе и Врховне команде да изврше мобилизацију. Такође је важна била и тактичка супериорност немачке војске која је водила рат на начин који се већ две године показивао успешним. Тактичка иницијатива коју су немачке снаге имале у почетној фази операције значила је да Вермахт био у могућности да на одабраним правцима наступања концентрише бројчано надмоћније снаге што је омогућило брз пробој и напредовање у совјетску позадину. Брзи предратни раст и унапређење кадрова Црвене армије као и уклањање искусних официра у чисткама само су још више допринели совјетском поразу.
Ипак, генерација бриљантних официра (најпознатији је Георгиј Жуков) учила је из пораза и совјетских победа у биткама за Москву, Стаљинград, Курск и касније у операцији Багратион чиме су одлучно потврдили величину онога што је Совјетима познато као Велики отаџбински рат.
Совјетска влада је чинила немогуће да повећа морал Црвене армије док се она повлачила у јесен 1941. Совјетска пропаганда се удаљила од класне борбе и уместо тога се ослонила на дубоко усађена патриотска осећања становништва, позивајући се на историју предреволуционарне Русије. Пропаганда је назвала рат против немачких агресора Великим отаџбинским ратом, циљајући на Отаџбински рат из 1812. против Наполеона. Појавила су се позивања на руске хероје као што су Александар Невски и Михаил Кутузов. Репресије против Руске православне цркве су престале, а свештеници су оживели традицију благосиљања оружја пре битке. Комунистичка партија је напустила институцију политичких комесара, иако ју је убрзо поново усвојила. Црвена армија је поново увела чинове и усвојила многа појединачна признања као што су медаље и ордења. Концепт гарде се поново појавио; јединицама које су исказале изузетно јунаштво у борби дата су имена као што су „гардијски пук“, „гардијска армија“ и сл.
Током Великог отаџбинског рата, Црвена армија је регрутовала 29.574.900 војника као додатак на 4.826.907 који су се већ налазили у служби на почетку рата. Од тога је погинуло 6.329.600 и нестало 4.559.000 (већином одведени у заробљеништво). Од тих приближних 11.444.100 се 939.700 поново придружило војсци док је она постепено ослобађала совјетску територију и још 1.836.000 се вратило из немачког заробљеништва. То смањује укупне губитке на око 8.668.400. Већину жртава су чинили Руси (5.756.000), које су пратили Украјинци (1.377.400).
Немачки губици на Источном фронту обухватају око 3.604.800 мртвих и несталих и 3.576.300 заробљених (укупно 7.181.100); губици немачких савезника на Источном фронту су приближно 668.163 мртвих и несталих и 799.982 заробљених (укупно 1.468.145). Од тих 8.649.300, Совјети су после рата из заробљеништва ослободили 3.572.600, тако да су укупни губици сила Осовине процењени на око 5.076.700.
Поређење губитака показује окрутан третман који су нацисти упражњавали према совјетским ратним заробљеницима. Већина заробљеника сила Осовине је пуштена после рата, али судбина совјетских заробљеника је била знатно другачија. Нацистичке трупе су заробљене војнике Црвене армије често убијале на бојишту или их слале у концентрационе логоре. Познато Хитлерово комесарско наређење уводи све немачке оружане снаге под акт ратних злочина.
У првој половини рата, Црвена армија је имала наоружање мешовитог квалитета. Имала је одличну артиљерију, али није имала довољно камиона да је вуку и снабдевају. Тенкови Т-34 су били за класу бољи од било ког тенка на свету, а совјетске оклопне јединице су, пак, имале врло застареле моделе; јединице које су имале најмодерније тенкове су биле хендикепиране услед проблема са снабдевањем. Совјетско ваздухопловство се у почетку лоше показало против Немаца. Брзо напредовање Немаца у совјетску територију је отежало снабдевање, ако не и онемогућило, пошто је већина совјетске ратне индустрије лежала у западним деловима земље. Док совјетске власти нису успоставиле ратну индустрију на истоку, Црвена армија се у великој мери ослањала на војну помоћ западних Савезника. На пример, Савезници су слали тенкове марке М4 Шерман (око 4.100), Валентајн (око 3.700), Матилда II (око 1.100), као и тенкове М3 Ли и М3/М5 Стјуарт, иако по квалитету ниједан од њих није био ни близу Т-34 или КВ-1.
Међутим, много значајнија од помоћи у тенковима, била је помоћ у превозним средствима, која су била преко потребна Црвеној армији да би ефикасније вршила груписање и превоз трупа на највећем бојишту у Европи. Тако су САД за време Другог светског рата укупно испоручиле 501.660 транспортних возила, од чега 77.972 џипа, 151.053 камиона од 1 тоне и 200.662 камиона од 2 тоне. С друге стране, ваздухопловство Црвене армије је добило неколико хиљада модерних авиона који су по квалитету били једнаки или бољи од совјетских авиона; ово је обухватало ловце Бел P-39 еракобра (скоро 4.773), Хокер харикене (2.931), средње бомбардере Даглас А-20 (око 3.000), П-63 Кингкобра (око 2.400), П-40 Томахавк (2.130), Спитфајере (око 1.331). На крају, Црвена армија је примила не мање од 9.600 комада противтенковског или противавионског оружја, као и милионе тона муниције, личног наоружања и друге врсте војне опреме. Алуминијум и авионско гориво је повратило снагу ваздухопловству више него сами авиони. Пошиљке у облику хране су такође представљале добродошле додатке оброцима на фронту.
После рата у Европи, Црвена армија је напала Јапан и његове снаге у Манџуку (Манџурија) 9. августа 1945. (операција „Августовска олуја“) и у сарадњи са монголским и кинеским комунистичким снагама брзо савладала Квантуншку армију. Совјетске снаге су такође напале Сахалин, Курилска острва и северни део Кореје. Јапан се безусловно предао 2. септембра 1945.
После Другог светског рата, Црвена армија је имала најмоћнију копнену армију у историји. Имала је више тенкова и артиљерије него све остале земље заједно. Британски штаб је одбио као војно немогућ британски план (операција „Незамисливо“) да се уништи Стаљинова власт и истера Црвена армија из Европе.

### Хладни рат
Последњи корак трансформације Црвене армије од револуционарне милиције у регуларну армију суверене земље дат је 1946, променом имена у Совјетска армија. Број војника Совјетске армије пао је са 13 милиона на приближно 5 милиона. Величина војске током Хладног рата је остала између 3 и 5 милиона, према западним проценама. Совјетски закон је тражио да сви способни мушкарци служе војску најмање две године. Као резултат тога, Совјетска армија је остала највећа активна армија у свету од 1945. до 1991. Јединице Совјетске армије које су ослободиле земље источне Европе од немачке власти остале су у њима да би осигурале режиме у новонасталим сателитским земљама и одвратиле НАТО снаге од евентуалних планова преузимања власти у тим земљама. Највеће совјетско војно присуство је било у Источној Немачкој.
Траума од немачке инвазије из 1941. утицала је на совјетску хладноратовску доктрину да се бори са непријатељима на њиховој територији или у зони под совјетским утицајем, али у сваком случају да спречи рат да дође до совјетске територије. Да би осигурала совјетске интересе у источној Европи, Совјетска армија је угушила антисовјетске побуне у Источној Немачкој (1953), Мађарској (1956) и Чехословачкој (1968).
Супротстављање САД и НАТО током Хладног рата се највише заснивало на узајамном застрашивању нуклеарним оружјем. Совјетски Савез је много инвестирао у нуклеарне капацитете армије, нарочито у производњу балистичких ракета и нуклеарних подморница које би их носиле. Отворена непријатељства су замењена борбама у земљама Трећег света кроз подршку режимима или побуњеничким покретима.

#### Рат у Авганистану
Године 1979. Совјетски Савез је интервенисао у грађанском рату који је беснео у Авганистану. Совјетска армија је притекла у помоћ секуларној влади коју су угрожавали талибански герилци које су обучавале, опремале и финансирале САД. Иако технички супериорни, Совјети нису имали довољно војника да успоставе контролу у држави и осигурају границе. Ово је резултат оклевања Политбироа, који је дозволио само „ограничени контингент“ од 80.000 до 100.000 војника. То је за последицу имало да су локални побуњеници могли да ефикасно користе тактику „удари-и-бежи“, користећи путеве који су омогућавали лако бекство и добре линије снабдевања. Ово је учинило совјетску ситуацију безнадежном са војне тачке гледишта (због слабе употребе тактике „спржене земље“, коју су Совјети упражњавали у Другом светском рату, и то на својој територији). Све заједно учинило је рат врло непопуларним у армији. Са доласком „гласности“, совјетски медији су почели да извештавају о тешким губицима који су рат учинили врло непопуларним и у целом Совјетском Савезу, иако су стварни губици били умерени — просечно око 1.500 војника годишње. Ово је такође постало осетљиво међународно питање, што је коначно натерало Горбачова да повуче совјетске снаге из Авганистана 1989. Авганистански синдром који је преживела армија може се поредити са Вијетнамским синдромом у Америци због изгубљеног рата у Вијетнаму.
На крају, по неким анализама из документације ЦИА, огромни трошкови одржавања петомилионске војске у периоду мира, као и вођење деветогодишњег рата у Авганистану, били су најважнији узроци због којих је дошло до пропадања совјетске економије и целог Совјетског Савеза.

### Крај Совјетског Савеза
Од 1985. до 1990. нови председник Совјетског Савеза, Михаил Горбачов, покушао је да путем економских реформи смањи напрезање које је представљало одржавање совјетске армије. Његова влада је полако смањивала величину војске. До 1989. совјетски војници су у потпуности напустили територије суседних савезника из Варшавског пакта. Исте године, рат у Авганистану се завршио и сви преостали совјетски војници су се вратили у Совјетски Савез. Крајем 1990, настале су велике политичке промене у земљама Источног блока, што је довело до његовог нестанка. У самом Совјетском Савезу, грађани су се окретали против комунистичке владе. Марта 1990. пораст националне свести у Литванији довео је до проглашења независности те републике. У исто време и неколико других република је такође прогласило независност. Горбачов је реаговао наређујући армији да се окрене против грађана и криза се појачала. Средином 1991. у Совјетском Савезу је проглашено ванредно стање.
У августу 1991. године, десио се неуспели државни удар. Према званичној истрази коју је спровео Врховни совјет (највиши дом парламента) одмах након тог догађаја, армија није одиграла значајну улогу у томе. Команданти су послали тенкове на улице Москве, али (према сведочењима официра и војника) само да би осигурали безбедност људи. Нејасно је зашто је војска ушла у град, али је јасно да није имала за циљ да збаци Горбачова (који је био за то време у својој вили на Црном мору) или владу. Државни удар није успео јер завереници нису предузели никакве конкретне кораке и након неколико дана мировања, удар је просто стао.
После августовског удара 1991, вођство Совјетског Савеза практично није имало никакву власт над републикама чланицама. Скоро свака совјетска република је објавила своју намеру да се одвоји и почела да усваја законе којима су изазивале Врховни совјет. 8. децембра 1991. председници Русије, Белорусије и Украјине су изјавили да је Совјетски Савез распуштен и потписали документ којим су основали Заједницу независних држава. Горбачов је поднео оставку 25. децембра, а следећег дана је Врховни совјет сам себе укинуо, званично означавајући крај Совјетског Савеза. Пратећи крај Совјетског Савеза, Совјетска армија је распуштена и земље-наследнице су поделиле имовину. Подела је извршена највише на регионалној основи, чиме су војници Совјетске армије из Русије постали део нове руске армије, док су нпр. војници пореклом из Казахстана могли да постану део нове казахстанске армије. Као резултат тога, највећи део Совјетске армије, укључујући и највећи део нуклеарних ракета, остао је у саставу Армије Руске федерације. Крајем 1992, остаци Совјетске армије у бившим совјетским републикама су већином расформирани. Војне снаге у гарнизонима источне Европе, укључујући и балтичке земље, постепено су враћене кући између 1991. и 1994.
Половином марта 1992, Борис Јељцин, први председник Руске Федерације, именовао је себе новим министром одбране Русије, и тако начинио пресудни корак у стварању нове руске оружане силе, која се већином састојала од остатака Црвене армије. Последњи трагови старе совјетске командне структуре су коначно распуштени у јуну 1993.
У наредних неколико година, бивше совјетске снаге су се повукле из Централне и источне Европе, као и из нових независних постсовјетских република — Азербејџана, Јерменије, Узбекистана, Казахстана и Киргистана. Руске копнене снаге су остале у Таџикистану, Абхазији, Грузији и Транснистрији.

## Организација

### Чинови
Рана Црвена армија је напустила институцију професионалног официрског кадра, као наслеђа царизма. Заправо, бољшевици су одбацили реч „официр“ и уместо ње користили реч „командант“. Црвена армија је одбацила еполете и чинове и користила само имена функција, као што су „командант дивизије“, „командант корпуса“ и слично. Године 1924. овај систем је замењен категоријама од К-1 (најнижа) до К-14 (највиша). Категорије су у суштини деловале као маскирани чинови; оне су показивале искуство и квалификације команданта. Знаци су сада означавали категорију, а не позицију команданта. Ипак, војници су још увек морали да користе називе функција када се обраћају командантима, што је могло бити незгодно (на пример „друже замениче начелника штаба“). Ако неко није знао позицију команданта, он је користио једну од могућих позиција, на пример командант регименте за К-9.
Дана 22. септембра 1935, Црвена армија је напустила категорије и увела личне чинове. Ипак, ови чинови су користили јединствену мешавину назива функција и традиционалних чинова (на пример, пуковник или „комдив“ — командант дивизије). Даље компликације су долазиле око функција и категорија политичких комесара („бригадни комесар“, „армијски комесар другог реда“), за инжењерски кадар („инжењер 3. реда“, „дивизијски инжењер“), за административне, лекарске и остале неборбене бранше.
Чинови „генерал“ и „адмирал“ су уведени 7. маја 1940. и избацили су више чинове, као што су „комбриг“, „комдив“, „комкор“, „командарм“; остали виши чинови („дивизијски комесар“, „дивизијски инжењер“) остали су непромењени. Систем је претрпео даље модификације 2. новембра 1940. напуштањем функцијских чинова за непрофесионалне официре и увођењем чина потпуковника.
Почетком 1942. сви функцијски чинови у инжењерском и административном кадру постали су регуларни чинови („инжењерски мајор“, „инжењерски пуковник“, „капетан интендантске службе“). Систем војних комесара је напуштен 9. октобра 1942, заједно са комесарским чиновима. Функцијски чинови су остали само у медицинским и ветеринарским кадровима.
Почетком 1943, унификацијом система су напуштени сви преостали функцијски чинови. Реч „официр“ је постала званична, заједно са еполетама које су замениле претходни начин означавања. Чинови и ознаке из 1943. се нису много мењали све до последњих дана постојања Совјетског Савеза. С друге стране, руска војска и данас користи у великој мери сличан систем. Стари функцијски чинови „комбат“ (командант батаљона или батерије), „комбриг“ (командант бригаде) и „комдив“ (командант дивизије) су још увек у неслужбеној употреби.

### Генералштаб
Дана 22. септембра 1935, власти су промениле име штаба Штаба Црвене армије радника и сељака у Генералштаб, који је у основи реинкарнација генералштаба из доба Руске Империје. Многи од бивших штапских официра Штаба Црвене армије су служили у Генералштабу Руског царства и постали су генералштабни официри у СССР. Генералштабни официри су обично имали велико борбено искуство и добру обуку на академији.

### Доктрина
Совјетски Савез је успоставио домаћу ратну индустрију као део Стаљиновог програма индустријализације 1920-их и 1930-их. Совјетска војна доктрина се доста разликовала од доктрине коју је користила САД. Министар одбране Совјетског Савеза, маршал Андреј Гречко, дефинисао га је 1975. године као „систем погледа на природу рата и методе процене, као и припрема земље и војске за рат, званично прихваћене у одређеној земљи и њеним оружаним снагама“. Совјетски теоретичари су сматрали подједнако важним и политичку и војно-техничку страну војне доктрине и сматрали да су војни експерти Запада занемаривали политичку страну. Међутим, према речима западњачких коментатора Харијет Ф. Скот и Вилијама Скота, политичка страна совјетске војне доктрине најбоље објашњава совјетске потезе на међународној политичкој сцени.

### Војно образовање
Током грађанског рата, командни кадрови су обучавани у Генералштабној академији Црвене армије, друго име за Николајевску генералштабну академију Руског царства. 5. августа 1921. академија је постала Војна академија Црвене Армија, а 1925. назив јој се мења у Војна академија „Михаил Васиљевич Фрунзе“. Виши и врховни команданти су похађали Виши војни академски курс, чије је име промењено 1925. у Напредни курс за врховног команданта. 1931. успостављање Операције Факултет на на Фрунзеовој Војној академији је заменило ове курсеве. 2. априла 1936. је поново успостављена Генералштабна академија; то ће постати главна школа за више и врховне команданте Црвене армије, као и центар за напредне војне студије.

## Људство

### Чистке
Касних тридесетих дошло је до такозване „Чистке кадрова Црвене армије“, дешавајући се у историјској позадини Великих чистки. Чистка је имала за циљ чишћење Црвене армије од „политички неподобних елемената“, највише међу вишим официрима. Ово је неизбежно обезбедило згодан изговор за спровођење личних освета и на крају је резултовало ловом на вештице. Неки посматрачи сматрају да су чистке значајно ослабиле Црвену армију, али је ово остало само предмет дебате. Многи коментатори занемарују чињеницу да је Црвена армија значајно омасовљена на врхунцу Чистке. Године 1937, Црвена армија је бројала око 1,3 милиона војника, а јуна 1941. је бројала три пута толико. Ово је захтевало брзу промоцију млађих официра, често упркос недостатку искуства и тренинга, што је често имало озбиљне последице. У другом важном разматрању, на крају чистки десило се нешто сасвим супротно — многе жртве чистки су биле рехабилитоване и враћени су им чинови.
Подаци са којих је недавно скинута ознака тајности показују да је 1937, на врхунцу чистке, Црвена армија имала 114.300 официра, од којих је 11.034 преживело репресију и није им дата рехабилитација до 1940. Опет, 1938. Црвена армија је имала 179.000 официра (56% више у поређењу са 1937) од којих је још 6.742 доживело репресију и није им дата рехабилитација до 1940. године.
У највишој лествици Црвене армије, чистке су уклониле 3 од 5 маршала, 13 од 15 армијских генерала, 8 од 9 адмирала, 50 од 57 генерала корпуса, 154 од 186 генерала дивизија, 16 од 16 армијских комесара и 25 од 28 комесара корпуса.
Резултат је био да су се почетком 1941. године у редовима Црвене армије нашли многи неискусни виши официри.

### Жене у Црвеној армији
Током Другог светског рата, велики број активних припадника Црвене армије чиниле су жене. Према неким изворима, број жена које су учествовале у борби против агресора на Источном фронту био је скоро 1.000.000, од којих је било највише припадника Црвене армије, а затим партизанског покрета и других родова војске, нпр. ратне авијације. Како је у СССР војна обавеза важила само за мушкарце старости од 18 до 40 година, жене војници Црвене армије су биле добровољци. За разлику од својих колегиница у војскама западних Савезника, које су биле ангажоване на неборачким дужностима, жене војници Црвене армије активно су учествовале у борбама. Многе од њих су својим доприносом у борби против непријатеља заслужиле звање хероја Совјетског Савеза.
Једна од таквих војника Црвене армије била је и Људмила Павличенко. Људмила, која је добровољно ступила у војску одмах након почетка немачког напада на СССР, постала је један од најбољих снајпериста у историји Црвене армије. До јуна 1942. када је због рањавања повучена са фронта, Људмила је самостално избацила из строја 309 непријатељских војника. 25. октобра 1943. одликована је орденом хероја Совјетског Савеза. Због својих заслуга постала је исувише драгоцена да би била враћена на фронт. Одређено време провела је на пропагандној турнеји по САД и Канади, а крај рата дочекала је у чину мајора, као инструктор у школи за обуку снајпериста.